# علی محمدی (ورزشکار)
علی محمدی (زادهٔ ۱۸ بهمن ۱۳۶۲) کشتی‌گیر ایرانی است که در دستهٔ ۶۶ کیلوگرم کشتی فرنگی، قهرمان مسابقات قهرمانی کشتی آسیا ۲۰۱۱ و برندهٔ مدال طلای جام جهانی کشتی ۲۰۰۸ شد. او همچنین با کسب مقام دوم مسابقات گزینشی، ملی‌پوش تیم ملی کشتی ایران در المپیک ۲۰۰۸ پکن بود.

علی محمدی پس از خداحافظی از میادین کشتی و قهرمانی در سال ۱۳۹۲ در انتخابات شورای شهر شهرستان شهریار شرکت نمود و توانست به عنوان نفر دوم در انتخابات شورای شهر حائز ۱۳ هزار آرا شود و اکنون این پیشکسوت کشتی کشور عضو شورای شهر شهرستان شهریار می‌باشد.
علی محمدی در سال ۹۲ به عنوان رئیس هیئت کشتی شهرستان شهریار برگزیده شد.

## جوایز
سال ۲۰۰۲ نوجوانان اسیا تهران برنز
سال ۲۰۰۴ جوانان آسیا، آلماتی، طلا
▪ سال ۲۰۰۶ دانشجویان جهان، اولان باتور، نقره
▪ سال ۲۰۰۶ عضو تیم ملی در مسابقات جهانی گوانگ ژو
▪ سال ۲۰۰۷ قهرمان جام جهانی آنتالیا
▪ سال ۲۰۰۷ قهرمانی آسیا در بیشکک، برنز
▪ سال ۲۰۰۷ عضو تیم ملی در مسابقات جهانی باکو
▪ سال ۲۰۰۸ قهرمان جام جهانی ژومباتلی مجارستان
▪ سال ۲۰۰۸ مدال نقره گزینشی المپیک، اوستیای رم
▪ سال ۲۰۰۸ جام آزوماش اوکراین، برنز
▪ سال ۲۰۰۸ المپیک پکن
.سال ۲۰۱۱ اسیایی ازبکستان طلا
۰سال ۲۰۱۲جام جهانی روسیه طلا
۰سال ۲۰۱۳جام جهانی تهران نقره